# 商船三井企業號
商船三井企業號（英語：MOL Enterprise）為一艘由日本造船商IHI海洋聯合為海運公司商船三井建造的貨櫃船，全長294米，寬31米，吃水11米最大載櫃量為4578 TEU，動力引擎為瑞士蘇爾壽公司所製造的9RTA96C柴油發動機，此船於2002年6月7日動工，2003年9月19日完工，2003年12月17日交付並投入服務，並於2017年3月15日在孟加拉吉大港拆卸。

## 外部連結
- Containerships @ Mitsui O.S.K. Lines